# Picatinny Arsenal
Das Picatinny Arsenal ist ein Standort der United States Army im US-Bundesstaat New Jersey. Namensgebend ist der auf dem Gelände gelegene Picatinny Lake.
Die Einrichtung wurde 1880 gegründet und ist heute vor allem durch die dort entwickelte Picatinny-Schiene für Handfeuerwaffen bekannt. Auch die 40-mm-Granatwerferpatrone wurde Anfang der 1950er Jahre dort entwickelt.